# Gonçalves, Minas Gerais
Gonçalves este un oraș în Minas Gerais (MG), Brazilia.